# Cinema com Rapadura
O Cinema com Rapadura é um site brasileiro de notícias, críticas, colunas, podcasts e vídeos sobre a cultura nerd e pop. Seu principal foco é cinema, mas também faz análises sobre séries, games, livros e música. Criado em 2004 pelo cearense Jurandir Filho, o veículo nordestino começou em 2005 uma parceria com o jornal Diário do Nordeste, onde publicou por mais de 10 anos no caderno Zoeira a coluna "Cinema com Rapadura" com atualizações semanais sobre a sétima arte. Em 2006 criou o RapaduraCast, o podcast de cinema mais popular do Brasil. Ele está na lista dos podcasts mais escutados da iTunes e Spotify há mais de uma década. O podcast é constantemente citado em matérias sobre a mídia por ser um dos pioneiros do Brasil, como em textos do Meio e Mensagem, Revista Veja, Estadão, OPovo, entre outros. 
Em 2017 o site criou um canal no YouTube focado em análises de cinema e séries, tendo em 2018 o vídeo sobre Vingadores Guerra Infinita mais acessado da internet brasileira, com mais de 3 milhões de visualizações. Em 2018 também alcançou a marca de 1,4 milhão de visualizações em um vídeo sobre o filme Bohemian Rhapsody. 
Os integrantes do site e do podcast já participaram de diversas edições da Campus Party, CCXP, Bienais, TUDUM e outros eventos sobre internet, cinema, streaming, cultura pop e empreendedorismo. 

## História
No ano de 2003, Jurandir Filho e dois amigos de faculdade (Regis Diogo e Bruno Sales) queriam desenvolver um site para aplicar os aprendizados que estavam tendo na faculdade de Sistemas de Informação. A ideia inicial era focar o conteúdo para videogames, mas após algumas reuniões, decidiram desenvolver um site de cinema. Várias ideias de nomes surgiram, como "Rapadura com Pipoca" e "Baixa da Égua", mas o "Cinema com Rapadura" acabou sendo a decisão do trio. Após meses de desenvolvimento, foi lançado em 20 de junho de 2004 o site contendo várias notícias, críticas e textos relacionados a cinema. Um dos destaques do site eram as fichas técnicas que continham todas as informações dos filmes, além de fotos e perfis de personalidades de Hollywood. Esse conteúdo foi o responsável por impulsionar os acessos do site logo no primeiro ano, pois em todas as pesquisas no Google relacionado a filmes, o site aparecia na primeira página e as vezes na primeira posição. Em poucos meses o site já estava com cerca de 30.000 acessos por dia, que após 2 anos se transformaram em 100.000 acessos diários. 
Entre as seções de destaque do site estavam a Metamorfose, que mostrava através da carreira dos astros as mudanças de visual de filme para filme; e a Panelada Responde, onde o mascote do site respondia diariamente perguntas enviadas pelo público (eram recebidas cerca de 100 por dia).
Em 2005 o trio fez a cobertura do Cine Ceará, um dos festivais de cinema mais tradicionais do Brasil. Chamaram a atenção quando criaram um hotsite com vários conteúdos e cobertura em tempo real das mostras diárias. 
No final de 2005 um dos integrantes do trio (Bruno Sales) saiu do projeto. Regis Diogo em 2007 também decidiu sair do site, deixando o Jurandir Filho (Juras) como o único CEO do Cinema com Rapadura. Em 2009, ele criou a empresa jurídica "Cinema com Rapadura" e profissionalizou o veículo, que hoje tem dezenas de anunciantes, como IFood, Netflix, Telecine, Fini, Subway, Disney e outros. 
Muitos redatores de todo o país já colaboraram com o site escrevendo notícias, críticas e colunas.

## RapaduraCast
O RapaduraCast está frequentemente entre nas listas dos podcasts de maior audiência no Brasil, além de ser o mais antigo do seguimento na ativa.

## Rapadura no Youtube
Em 2017 o grupo decidiu criar um canal no YouTube. Alguns testes iniciais foram feitos, mas só após a construção de um estúdio próprio em Fortaleza que os trabalhos com vídeo foram iniciados. A equipe inicial era composta por Jurandir Filho, Raphael 'Ph' Santos, Thiago Siqueira, Erinaldo Dantas e Giovane Araújo, com mudança no time algum tempo depois com Katiucha Barcelos, Marina Sofia e Louise Alves. Hoje os participantes mais frequentes dos vídeos são Jurandir Filho, Thiago Siqueira, Rogerio Montanare e Fernanda Schmölz. Além de análises de filmes, news e curiosidades, toda sexta-feira acontece a RapaduraLive, uma transmissão ao vivo temática.
O canal tem quase 2.000 vídeos, além de centenas de lives e mais de 50 milhões de visualizações.
Dentre os acontecimentos marcantes do canal estão os documentários sobre Star Wars, Jurassic Park e Marvel, as lives de 24 Horas, os vídeos sobre o mercado de cinema, as dezenas de entrevistas com celebridades como Jared Leto, Luc Besson, Selton Mello, Zachary Levi, Tessa Thompson e outros. Uma entrevista com Hugh Jackman teve repercussão mundial, quando um repórter entregou uma rapadura para o ator na época em que ele estava no Brasil promovendo Logan. O ator disse que o Wolverine é igual a rapadura: "é duro, mas é doce também".
Entre os maiores hits do canal estão o vídeo sobre Vingadores Guerra Infinita com mais de 3 milhões de visualizações. O canal foi um dos primeiros a popularizar os vídeos explicando partes dos filmes no Brasil. Já o vídeo com 10 curiosidades de Bohemian Rhapsody passou de 1,4 milhão de views. 

## Pré-Rapadura
O projeto Pré-Rapadura nasceu em 2018 como objetivo levar pessoas do Brasil inteiro ao cinema gratuitamente. São realizadas sessões com salas de cinemas cheias, seja em salas comuns ou IMAX, trazendo informação, diversão e entretenimento antes e depois das sessões. Em apenas 2 anos de projeto, mais de 10.000 pessoas foram levadas aos cinemas nas sessões organizadas pelo Cinema com Rapadura, com apoio dos principais estúdios de cinema como Warner Bros., Paramount Pictures, Sony Pictures, 20th Century Fox e Universal Pictures. O projeto, além de difundir e democratizar o cinema para todos, traz muitas vezes uma primeira experiência em uma sala de cinema para o público. Sessões que muitas vezes chamam a atenção de astros como Dwayne Johnsson, o The Rock. Ele adorou e postou em sua rede social.
Foram realizadas sessões dos filmes Jogador Número 1, Rampage, Sicário: Dia do Soldado, Missão: Impossível 6: Efeito Fallout, MegaTubarão, O Doutrinador, Operação Overlord, Homem-Aranha No AranhaVerso, Dragon Ball Super Broly, Creed 2, Shazam!, Cemitério Maldito, Detetive Pikachu, Godzilla 2, Homem-Aranha: Longe de Casa, A Família Addams, Doutor Sono, A Vida Invisível e outros.
Em 2019 o Cinema com Rapadura realizou no UCI Cinemas em Fortaleza uma sessão especial de Capitã Marvel para cerca de 100 crianças do Instituto Dr. Rocha Lima, que cuida não só de crianças, mas de mulheres e mães em situação de vulnerabilidade social. O Instituto foi criado em 1913, e há mais de 100 anos faz esse trabalho social. Para muitas dessas crianças, foi a primeira vez em uma sala de cinema. 